# Vega (torpilleur)
Pour les articles homonymes, voir Vega.
Le Vega (fanion « VG ») était un torpilleur italien de la classe Spica — type Perseo lancé en 1935 pour la marine royale italienne (en italien : Regia Marina).

## Conception et description
Les torpilleurs de la classe Spica devaient répondre au traité naval de Londres qui ne  limitait pas le nombre de navires dont le déplacement standard était inférieur à 600 tonnes. Hormis les 2 prototypes, 3 autres types ont été construits : Alcione, Climene et Perseo. Ils avaient une longueur totale de 81,42 à 83,5 mètres, une largeur de 7,92 à 8,20 mètres et un tirant d'eau de 2,55 à 3,09 mètres. Ils déplaçaient 652 à 808 tonnes à charge normale, et 975 à 1 200 tonnes à pleine charge. Leur effectif était de 6 à 9 officiers et de 110 sous-officiers et marins
Les Spica étaient propulsés par deux turbines à vapeur à engrenages Parsons , chacune entraînant un arbre d'hélice et utilisant la vapeur fournie par deux chaudières Yarrow. La puissance nominale des turbines était de 19 000 chevaux-vapeur (14 000 kW) pour une vitesse de 33 nœuds (61 km/h) en service, bien que les navires aient atteint des vitesses supérieures à 34 nœuds (62,97 km/h) lors de leurs essais en mer alors qu'ils étaient légèrement chargés. Ils avaient une autonomie de 1 910 milles nautiques (3 540 km) à une vitesse de 15 nœuds (27,7 km/h)
Leur batterie principale était composée de 3 canons 100/47 OTO Model 1937. La défense antiaérienne (AA) des navires de la classe Spica était assurée par 4 mitrailleuses jumelées Breda Model 1931 de 13,2 millimètres. Ils étaient équipés de 2 tubes lance-torpilles de 450 millimètres (21 pouces) dans deux supports jumelés au milieu du navire.  Les Spica étaient également équipés de  2 lanceurs de charges de profondeur et d'un équipement pour le transport et la pose de 20 mines.

## Construction et mise en service
Le Vega est construit par le chantier naval Cantieri del Quarnaro à Fiume en Croatie, et mis sur cale le 14 novembre 1935. Il est lancé le 28 juin 1936 et est achevé et mis en service le 12 octobre 1936. Il est commissionné le même jour dans la Regia Marina.

## Histoire de service
En 1936, dès son entrée en service, le torpilleur Vega opère dans l'Adriatique comme unité de soutien des vedettes-torpilleurs MAS (Motoscafo Armato Silurante)
En 1937, il est de nouveau employé dans l'Adriatique et fait ensuite une croisière qui l'emmène à Tripoli,.
En 1937-1938, le Vega participe à la guerre civile espagnole, menant des actions contre la contrebande de fournitures pour les troupes républicaines espagnoles,.
Toujours en 1938, le navire participe à la célèbre revue navale "H" dans le golfe de Naples.
Dans la période précédant la Seconde Guerre mondiale, l'unité est stationnée dans le Dodécanèse.

### Seconde Guerre mondiale
Au début de la guerre, le Vega est le chef d'escadron du Xe escadron de torpilleurs basé à La Spezia, formé avec ses navires-jumeaux (sister ships) Sirio, Sagittario et Perseo. Depuis février 1939, le Vega est commandé par le capitaine de frégate (capitano di fregata) Giuseppe Fontana, qui conservera le commandement de l'unité jusqu'à sa perte. Dans les premiers mois du conflit, il opère principalement dans des missions d'escorte vers la Libye, tandis qu'à partir de novembre 1940, il opère, toujours pour l'escorte de convois, également dans le nord de la mer Tyrrhénienne.

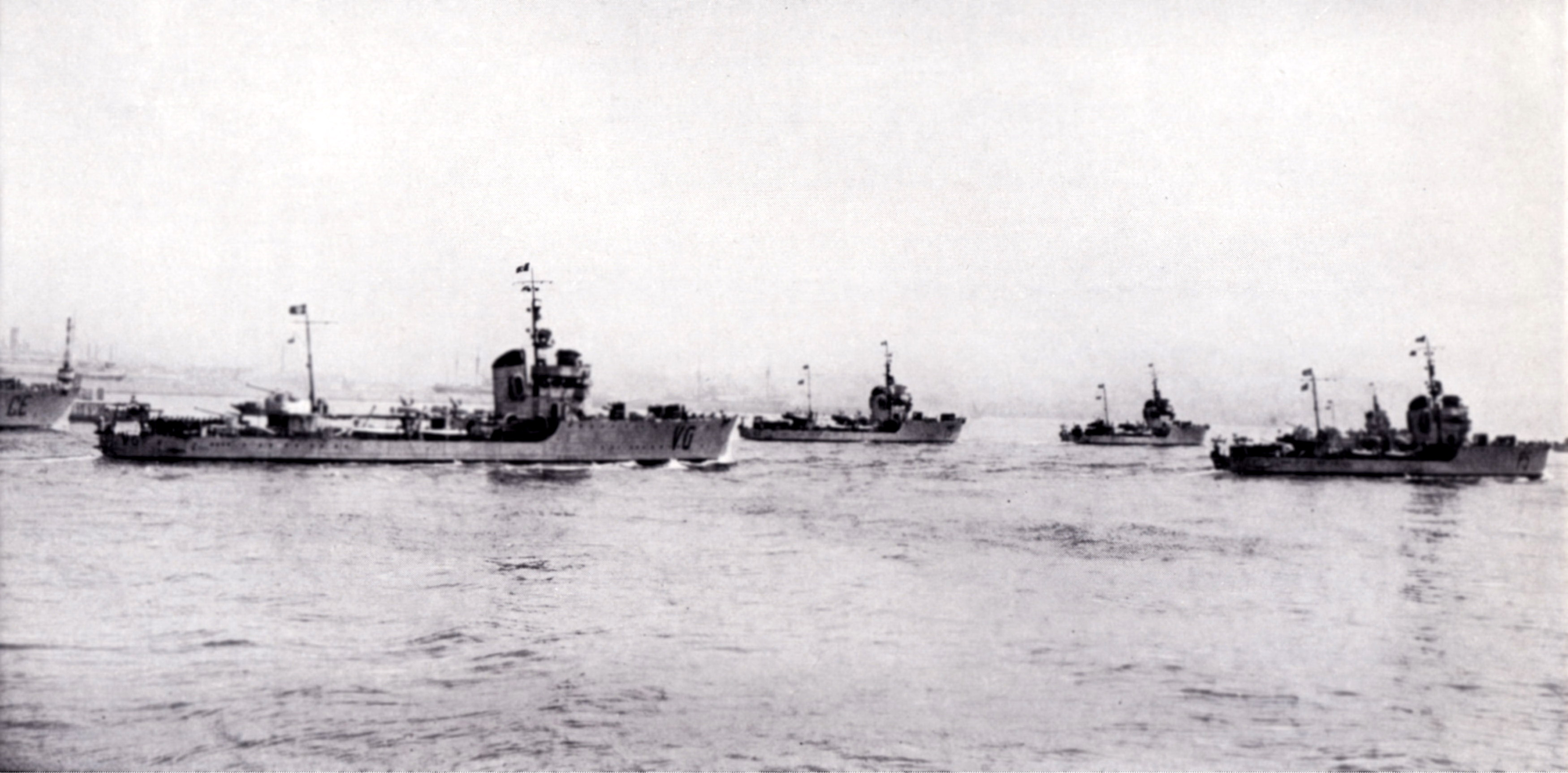
Le torpilleur Vega quittant le port de Naples avec d'autres unités de la classe Spica.

Le 27 novembre 1940, à cinq heures de l'après-midi, le torpilleur appareille de Trapani avec ses navires-jumeaux Alcione, Sirio et Sagittario pour une patrouille de nuit dans le canal de Sicile alors que se déroule l'opération britannique "Collar" (qui aboutira plus tard à la bataille du cap Teulada), qui voit le gros de la Mediterranean Fleet (flotte méditerranéenne britannique) en mer,. Cependant, des quatre navires, seul le Sirio, à 00h33 le 28, effectue une attaque infructueuse à la torpille contre les navires britanniques, tandis que le Vega, bien qu'ayant repéré les unités ennemies à 00h28, préfère ne pas attaquer.
Le 21 décembre de la  même année, le Vega escorte de Palerme à Tripoli un convoi composé du vapeur frigorifique Norge, du vapeur cargo Peuceta et de la petite unité auxiliaire F 130 Luigi Rizzo,. Vers 16h30, le convoi, qui navigue à l'est des îles Kerkennah, est attaqué par des bombardiers-torpilleurs Fairey Swordfish des 815e et 819e escadron (815th - 819th Squadron) de la Fleet Air Arm lancés depuis le porte-avions britannique HMS Illustrious (R87). Malgré la réaction violente du Vega, qui abat l'un des appareils, trois des torpilles atteignent leur cible: le Peuceta, touché par deux des torpilles, coule en trois minutes seulement à la position géographique de 34° 39′ N, 11° 48′ E, tandis que le Norge, touché par une torpille, doit être abandonné à la dérive à 18h15, après de vaines tentatives de sauvetage, à la position  géographique de 34° 39′ N, 10° 48′ E,. Le Norge et le Peuceta sont les premiers navires marchands à être perdus dans la bataille des convois.
Dans la nuit du 7 au 8 janvier 1941, le Vega et le Sagittario, ainsi que les destroyers Vivaldi, da Noli, Tarigo et Malocello, participent à la pose des champs de mines "X 2" et "X 3" (180 mines chacun) dans les eaux au nord du Cap Bon.

### Le naufrage
A 7h12 le 10 janvier 1941, le torpilleur Vega, qui navigue avec son navire-jumeau Circe (les deux navires ont quitté Trapani la veille au soir pour reconnaître les forces ennemies en mer en vue de l'opération britannique "Excess"), aperçoit un groupe important d'unités britanniques à une grande distance, à environ 7 milles nautiques (13 km) au sud-ouest de Pantelleria. Il s'agit d'un convoi de quatre navires marchands à destination de Malte (constitué du "Excess") et de son escorte, composée des croiseurs HMS Bonaventure (31), HMS Gloucester (62) et HMS Southampton (83) et de cinq destroyers,,. Bien que repérés à leur tour et soumis aux tirs d'artillerie des unités britanniques, les deux torpilleurs italiens s'approchent de la formation ennemie pour l'attaquer. Arrivés à une distance de 4 000-5 000 mètres, le Vega et le Circe entre 7h6 et 7h28 lancent quelques torpilles (le Circe attaque en premier avec trois torpilles, tandis que le Vega en lance deux immédiatement après contre le HMS Bonaventure,) qui ne touchent cependant pas (en fait les unités italiennes ont identifié les cibles comme des navires de guerre se dirigeant vers le sud-est et avec une vitesse de 20 nœuds (37 km/h), mais en réalité les navires britanniques avancent plus lentement) et ils ouvrent également le feu avec des pièces de 101 mm en réponse au feu britannique. En fait, les croiseurs Southampton et Bonaventure et les destroyers HMS Hereward (H93) et HMS Jaguar (F34), qui onnt d'abord pensé que les deux torpilleurs étaient des destroyers britanniques, passent à la contre-attaque à ce moment-là, tandis que les unités italiennes se replient,. Un obus du Vega touche le HMS Bonaventure causant quelques dégâts légers, deux morts et autant de blessés, mais le torpilleur est touché par trois salves du croiseur ennemi. La première met les hélices et les gouvernails hors d'usage, la deuxième fait sauter la chaudière de proue causant de sérieuses pertes de vapeur au milieu du navire, la troisième détruit le canon arrière de 101 mm et provoque l'explosion du dépôt de munitions arrière,,. Immobilisé et en feu, le navire italien continue de tirer jusqu'à ce qu'il disparaisse sous la surface: c'est ce qui se produit à 8h15, après une quarantaine de minutes de combat, lorsque le Vega est touché par une torpille lancée par le destroyer HMS Hereward et coule entre Pantelleria et Linosa et au nord du cap Bon,,,. Le commandant Fontana, qui reste indemne, donne son gilet de sauvetage au chef mécanicien, Leopoldo Di Luca (qui meurt plus tard en mer), et coule avec son propre navire, Le sous-lieutenant de vaisseau (sottotenente di vascello) Giorgio Scalia, directeur de tir, après que le navire ait été réduit à l'état d'épave, se rend à la proue et continue à tirer avec le seul canon encore en état de marche, avant de couler avec le navire après avoir lui aussi donné son gilet de sauvetage à un autre marin. Pour illustrer la violence de la bataille, il convient de mentionner que le HMS Bonaventure consomme 75 % de ses munitions au cours du combat,  tirant pas moins de 600 obus de 133 mm. 
Le navire-umeau Circe, qui échappe heureusement au même sort, atteint Pantelleria à 8h45 puis, après avoir pris à bord un médecin, il retourne sur les lieux de la bataille pour aider les survivants. De tout l'équipage du Vega, seuls cinq ou six hommes peuvent être sauvés, (d'autres sources réduisent le nombre de survivants à seulement deux). En mémoire du commandant Giuseppe Fontana et du sous-lieutenant Giorgio Scalia est décernée la médaille d'or de la valeur militaire,.

### Commandants
- Capitaine de frégate (Capitano di fregata) Giuseppe Fontana (né à Vicence le 22 août 1902) (+) (10 juin 1940 - 10 janvier 1941)